# Brother Firetribe
Brother Firetribe est un groupe de hard rock finlandais. Le premier album du groupe, False Metal est publié en juin 2006 au label Spinefarm Records. Il est suivi par un deuxième album, est publié en mai 2008, toujours chez Spinefarm. Le troisième album du groupe, Diamond in the Firepit, est publié en 2014.

## Biographie
Le groupe est initialement formé en 2001 sous le nom de False Metal. Le musicien Pekka Ansio Heino est, en parallèle, membre et chanteur du groupe Leverage. AllMusic considère que le groupe est « influencé par les jours glorieux des géants des stades comme Journey et Van Halen mêlé au glam de groupes comme Skid Row. »
Le premier album du groupe, False Metal est publié le 21 juin 2006 au label Spinefarm Records. Il atteint la 22e place des classements musicaux finlandais. Le groupe sert d'une boite à rythmes avant l'arrivée du batteur Kalle Torniainen pour les tournées. La première prestation du groupe s'effectue à Helsinki au On the Rocks le 7 septembre 2006.
La chanson I am Rock est publiée comme single au début de 2007. En mars 2008, le single Runaways de leur nouvel album à venir atteint la 6e place des classements finlandais. Le deuxième album de Brother Firetribe, Heart Full of Fire est annoncé pour le 2 avril 2008 via Spinefarm Records. Le groupe publie également une reprise intitulée Chasing the Angels (de la bande son du film Iron Eagle 2) le 27 février. Heart Full of Fire est finalement publié le 18 mai 2008. Anette Olzon (Nightwish) y apparait en guest sur une chanson. L'album est plutôt bien accueilli par l'ensemble de la presse spécialisée,,.
Début 2009, ils assurent la première partie des concerts du groupe de metal industriel suédois Pain en Europe.
En mars 2014, le troisième album du groupe, Diamond in the Firepit, est annoncé le 3 juin en Amérique du Nord, le 3 mai au Royaume-Uni, et le 2 mai dans le reste de l'Europe, distribué par Spinefarm Records,.

## Membres
- Pekka Ansio Heino - chant
- Emppu Vuorinen - guitare
- Jason Flinck - basse, chœurs
- Tomppa Nikulainen - clavier
- Kalle Torniainen - percussions

## Discographie

### Albums studio
- 2006 : False Metal (en)
- 2008 : Heart Full of Fire (en)
- 2014 : Diamond in the Firepit (en)
- 2017 : Sunbound
- 2020 : Feel the Burn

### Singles
- 2006 : One Single Breath
- 2006 : I'm on Fire
- 2007 : I am Rock
- 2008 : Runaways
- 2008 : Heart Full of Fire... and then Some
- 2014 : Diamond in the Firepit[8]
- 2014 - For better or for worse
- 2017 - Indelible Heroes
- 2016 - Big city dream
- 2016 - Taste of a Champion
- 2020 - Rock in the City